# Frank Henkel
Frank Henkel, né le 16 novembre 1963 à Berlin-Est, est un homme politique allemand membre de l'Union chrétienne-démocrate d'Allemagne (CDU).
Il est bourgmestre et sénateur pour l'Intérieur et les Sports de Berlin entre 2011 et 2016.

## Biographie

### Jeunesse
Il termine ses études secondaires en 1980. Il entreprend ensuite un apprentissage de commerçant grossiste et international (en allemand : Groß- und Außenhandelskaufmann), qu'il suit entre 1981 et 1984. Il devient alors commercial chez Krupp Ag.
Il adhère à la Junge Union (JU) en 1985 et rejoint dès l'année suivante la CDU d'Allemagne de l'Est.

### Vie professionnelle
Cette même année 1986, il quitte son premier emploi. L'année d'après, il entreprend des études supérieures de commerce à l'École d'économie et de droit de Berlin (HWR).
Il est élu en 1992 député à l'assemblée du district de Mitte et y prend la présidence du groupe des élus de la CDU. En 1994, il achève son cursus à la HWR et reprend le travail dans le secteur privé jusqu'en 1996.

### Ascension en politique
En 1996, il est choisi pour occuper un poste de secrétaire au cabinet de la bourgmestre chrétienne-démocrate du quartier de Reinickendorf, Marlies Wanjura. Ayant abandonné son mandat d'élu local en 2000, Frank Henkel est nommé en janvier 2001 directeur de cabinet du bourgmestre-gouverneur de Berlin Eberhard Diepgen.
Après qu'une motion de censure ait renversé Diepgen au profit du social-démocrate Klaus Wowereit cinq mois plus tard, il devient directeur de cabinet de Frank Steffel, président du groupe CDU à la Chambre des députés.

### Parlementaire
Au cours des élections législatives locales anticipées du 21 octobre 2001, il est justement élu député. Il est aussitôt désigné secrétaire général adjoint du groupe parlementaire chrétien-démocrate, qui siège à présent dans l'opposition.
Au mois de mai 2005, le président de la CDU de Berlin Ingo Schmitt le désigne pour exercer les fonctions de secrétaire général. À peine quatre mois plus tard, il est également désigné secrétaire général du groupe parlementaire. Il est porté en mars 2007 à la présidence de la section du parti dans le quartier de Berlin-Mitte.
À l'occasion d'une réunion du groupe parlementaire le 11 septembre 2008, les députés votent une motion de défiance envers leur président, Friedbert Pflüger, et choisissent Henkel pour le remplacer. Face à cette révocation inattendue, Schmitt remet sa démission. Après un intérim assuré par Joachim Zeller, Frank Henkel est élu le 18 novembre, à 45 ans, président de la CDU de Berlin. Son ascension est favorisé par Diepgen, qui profite de son statut de président d'honneur du parti dans la ville.

### Élections locales de 2011
Le 10 janvier 2011, il est investi chef de file de l'Union chrétienne-démocrate pour les élections législatives locales du 18 septembre. Dans une interview donnée au journal berlinois Der Tagesspiegel deux jours plus tard, il accuse le bourgmestre-gouverneur Klaus Wowereit de « n'avoir aucune envie de gouverner » la ville-Land, de « faire preuve d'arrogance et d'indifférence face aux problèmes des Berlinois » et lui reproche la décision de fermeture de l'aéroport de Tempelhof « sans projet de remplacement ». Il affirme également qu'une coalition avec l'Alliance 90 / Les Verts (Grünen) sera « difficile » du fait de leur chef de file Renate Künast.

### Sénateur pour l'Intérieur
Le jour du scrutin, la CDU remporte 23,3 % des voix et 39 députés sur 149. Bien que Wowerait ait assuré dans la campagne qu'il ne pouvait constituer de majorité avec les chrétiens-démocrates, il finit par composer une « grande coalition ». Le 28 novembre, quatre jours après le vote d'investiture du bourgmestre-gouverneur, Frank Henkel est nommé à 48 ans bourgmestre et sénateur pour l'Intérieur et les Sports dans le sénat Wowereit IV. L'alliance est confirmée à la suite du remplacement de Wowereit par Michael Müller en décembre 2014.